# Kévin Constant
Kévin Constant (Fréjus, 10 maggio 1987) è un ex calciatore guineano con cittadinanza francese, di ruolo difensore.

## Biografia
Nato in Francia da padre guadalupense e madre guineana, è fratello di Bryan, anch'egli calciatore professionista.

## Caratteristiche tecniche
Poteva giocare in molti ruoli, fra centrocampo e difesa: trequartista, mediano, mezz'ala sinistra, ma è come terzino sinistro, nel periodo al Genoa, e poi anche al Milan, che ha trovato la sua collocazione ideale.

## Carriera

### Club

#### L'esordio al Tolosa e Châteauroux
Cresciuto nel Tolosa, gioca inizialmente con la seconda formazione (disputando in tutto 63 incontri mettendo a segno 7 gol), per approdare nel 2006 alla squadra A con cui gioca però solamente 4 partite. Nel gennaio del 2008 viene liberato dal Tolosa e si trasferisce allo Châteauroux, squadra di Ligue 2, in cui diventa un titolare fisso, disputando in poco più di due stagioni e mezzo 86 partite condite da 17 gol.

#### ChievoVerona
Per la stagione 2010-2011 viene tesserato in prestito dal ChievoVerona. Il 22 settembre 2010, nella partita giocata in casa del Napoli e vinta per 3-1, fa il suo esordio da titolare in Serie A, mettendosi subito in evidenza confezionando l'assist per il gol del momentaneo pareggio di Sergio Pellissier. Segna la sua prima rete nella massima serie in Chievo-Bologna (2-0), firmando la rete dell'1-0.
Il 24 maggio 2011 il ChievoVerona riscatta completamente il giocatore dallo Châteauroux.

#### Genoa e Milan
Il 1º luglio 2011 Constant viene acquistato a titolo definitivo dal Genoa, contestualmente alla cessione in compartecipazione di Francesco Acerbi ai clivensi. Il 21 settembre seguente segna il suo primo gol con la maglia rossoblu, nella partita conclusa sul punteggio di 3-0 contro il Catania.
Il 20 giugno 2012 il Genoa cede il calciatore al Milan in prestito con diritto di riscatto. Il calciatore guineano, che sceglie di indossare la maglia numero 21, esordisce con la maglia rossonera il 26 agosto seguente, in occasione della partita persa contro la Sampdoria per 1-0 a San Siro. Nel corso della stagione viene spostato da Massimiliano Allegri nel ruolo di terzino sinistro, nel quale diventa titolare in squadra. Il 26 gennaio 2013 il Milan acquista il 50% del suo cartellino dal Genoa e il 27 luglio seguente lo riscatta definitivamente, cedendo ai rossoblu il centrocampista Rodney Strasser.

#### Trabzonspor
Il 5 agosto 2014 viene acquistato dal Trabzonspor per 2,5 milioni di euro, firmando un contratto quadriennale. Il 18 settembre 2014 realizza la sua prima rete in Europa contro il Metalist a Charkiv (1-2), realizzando la rete del parziale 0-1 di testa.
Viene messo fuori rosa dall'allenatore Ersun Yanal a causa di un tweet pubblicato durante la sfida valida per i sedicesimi di Europa League contro il Napoli del 26 febbraio 2015, nel quale esprime tutta la sua insoddisfazione direttamente dallo spogliatoio riservato alla squadra turca. Ad aprile viene reintegrato e torna ad allenarsi in gruppo; nonostante ciò, non viene più convocato per alcun match fino alla fine della stagione.
I problemi comportamentali continuano anche all'inizio della stagione seguente; il 2 ottobre 2015, dopo la sconfitta interna contro il Konyaspor per 1-2, viene arrestato all'Aeroporto di Istanbul-Atatürk colpevole di aver provato ad accedere al reparto business lounge nonostante sia in possesso di un biglietto di classe economy e di aver successivamente insultato il personale di terra e gli agenti, che non hanno esitato a portarlo alla stazione di polizia all'interno dell'aeroporto. Dopo essere stato trattenuto per diverso tempo, il giocatore viene rilasciato e riesce a raggiungere comunque la Francia.
Il 17 novembre seguente rescinde il contratto che lo legava al club turco.

#### Bologna
Il 1º febbraio 2016 la società Bologna comunica di aver messo sotto contratto il giocatore, precedentemente svincolato, fino al 30 giugno 2016. Con la formazione emiliana disputa 7 gare in totale, contribuendo alla permanenza in massima serie con il 14º posto finale. A fine campionato, però, non viene riconfermato e rimane nuovamente senza club.

#### In Svizzera, ritorno in Italia e ritiro
Il 15 febbraio 2017 viene tesserato dal Sion, con cui si lega fino al termine della stagione con l'opzione di rinnovo fino al 2019.
Nel gennaio 2019 si trasferisce in Iran al  Tractor Sazi, firmando un contratto di due anni e mezzo a 1,5 milioni di euro l'anno di ingaggio. Il 2 giugno dello stesso anno la squadra iraniana interrompe il contratto a seguito di test medici falliti, senza che il giocatore sia mai sceso in campo.
Il 21 gennaio 2020 annuncia il ritiro dall'attività agonistica.

### Nazionale
Constant prende parte con la nazionale francese Under-17 all'Europeo di categoria del 2004, dove scende in campo in 3 occasioni e segna dopo solo 11 secondi il primo gol nella vittoriosa finale contro la Spagna. Nel biennio 2004-2005 gioca nell'Under-18 francese con cui segna 2 gol, uno contro l'Ucraina in un torneo Under-18 in Repubblica Ceca, vinto dalla Francia, e l'altro in amichevole contro i pari età della Germania.
Nell'ottobre del 2007 viene convocato dalla nazionale guineana, con cui esordisce il 14 ottobre seguente in una partita amichevole contro il Senegal.
Nel gennaio del 2008 viene incluso dal commissario tecnico della nazionale africana Robert Nouzaret tra i convocati per la Coppa d'Africa. Tuttavia Constant deve rinunciare a parteciparvi poiché la FIFA non gli concede il permesso di disputare il torneo in quanto non erano ancora state accertate le origini guineane della madre.

## Statistiche

### Presenze e reti nei club
| Stagione           | Squadra            | Campionato         | Campionato | Campionato | Coppe nazionali | Coppe nazionali | Coppe nazionali | Coppe continentali | Coppe continentali | Coppe continentali | Altre coppe | Altre coppe | Altre coppe | Totale | Totale |
| Stagione           | Squadra            | Comp               | Pres       | Reti       | Comp            | Pres            | Reti            | Comp               | Pres               | Reti               | Comp        | Pres        | Reti        | Pres   | Reti   |
| ------------------ | ------------------ | ------------------ | ---------- | ---------- | --------------- | --------------- | --------------- | ------------------ | ------------------ | ------------------ | ----------- | ----------- | ----------- | ------ | ------ |
| 2004-2005          | Tolosa 2           | CFA                | 11         | 1          | -               | -               | -               | -                  | -                  | -                  | -           | -           | -           | 11     | 1      |
| 2005-2006          | Tolosa 2           | CFA                | 26         | 3          | -               | -               | -               | -                  | -                  | -                  | -           | -           | -           | 26     | 3      |
| 2006-2007          | Tolosa 2           | CFA                | 18         | 0          | -               | -               | -               | -                  | -                  | -                  | -           | -           | -           | 18     | 0      |
| 2007-gen. 2008     | Tolosa 2           | CFA                | 8          | 3          | -               | -               | -               | -                  | -                  | -                  | -           | -           | -           | 8      | 3      |
| Totale Tolosa 2    | Totale Tolosa 2    | Totale Tolosa 2    | 63         | 7          |                 | -               | -               |                    | -                  | -                  |             | -           | -           | 63     | 7      |
| 2006-2007          | Tolosa             | L1                 | 2          | 0          | -               | -               | -               | -                  | -                  | -                  | -           | -           | -           | 2      | 0      |
| 2007-gen. 2008     | Tolosa             | L1                 | 2          | 0          | -               | -               | -               | -                  | -                  | -                  | -           | -           | -           | 2      | 0      |
| Totale Tolosa      | Totale Tolosa      | Totale Tolosa      | 4          | 0          |                 | -               | -               |                    | -                  | -                  |             | -           | -           | 4      | 0      |
| gen.-giu. 2008     | Châteauroux        | L2                 | 13         | 1          | -               | -               | -               | -                  | -                  | -                  | -           | -           | -           | 13     | 1      |
| 2008-2009          | Châteauroux        | L2                 | 28         | 4          | CF+CdL          | 2+3             | 1+0             | -                  | -                  | -                  | -           | -           | -           | 33     | 5      |
| 2009-2010          | Châteauroux        | L2                 | 34         | 10         | CF+CdL          | 1+1             | 1+0             | -                  | -                  | -                  | -           | -           | -           | 36     | 11     |
| ago. 2010          | Châteauroux        | L2                 | 4          | 0          | -               | -               | -               | -                  | -                  | -                  | -           | -           | -           | 4      | 0      |
| Totale Châteauroux | Totale Châteauroux | Totale Châteauroux | 79         | 15         |                 | 7               | 2               |                    | -                  | -                  |             | -           | -           | 86     | 17     |
| 2010-2011          | Chievo             | A                  | 32         | 2          | CI              | 0               | 0               | -                  | -                  | -                  | -           | -           | -           | 32     | 2      |
| 2011-2012          | Genoa              | A                  | 21         | 1          | CI              | 2               | 0               | -                  | -                  | -                  | -           | -           | -           | 23     | 1      |
| 2012-2013          | Milan              | A                  | 25         | 0          | CI              | 0               | 0               | UCL                | 6                  | 0                  | -           | -           | -           | 31     | 0      |
| 2013-2014          | Milan              | A                  | 20         | 0          | CI              | 0               | 0               | UCL                | 6                  | 0                  | -           | -           | -           | 26     | 0      |
| Totale Milan       | Totale Milan       | Totale Milan       | 45         | 0          |                 | 0               | 0               |                    | 12                 | 0                  |             | -           | -           | 57     | 0      |
| 2014-2015          | Trabzonspor        | SL                 | 14         | 0          | TK              | 2               | 0               | UEL                | 6                  | 2                  | -           | -           | -           | 22     | 2      |
| lug.-nov. 2015     | Trabzonspor        | SL                 | 8          | 0          | TK              | 0               | 0               | UEL                | 3                  | 0                  | -           | -           | -           | 11     | 0      |
| Totale Trabzonspor | Totale Trabzonspor | Totale Trabzonspor | 22         | 0          |                 | 2               | 0               |                    | 9                  | 2                  |             | -           | -           | 33     | 2      |
| gen.-giu. 2016     | Bologna            | A                  | 7          | 0          | CI              | 0               | 0               | -                  | -                  | -                  | -           | -           | -           | 7      | 0      |
| feb.-giu. 2017     | Sion               | SL                 | 11         | 2          | CS              | 2               | 0               | -                  | -                  | -                  | -           | -           | -           | 13     | 2      |
| 2017-2018          | Sion               | SL                 | 7          | 0          | CS              | 1               | 0               | UEL                | 1                  | 0                  | -           | -           | -           | 9      | 0      |
| Totale Sion        | Totale Sion        | Totale Sion        | 18         | 0          |                 | 3               | 0               |                    | 1                  | 0                  |             | -           | -           | 22     | 2      |
| gen.-mag. 2019     | Tractor Sazi       | PG                 | 0          | 0          | HC              | 0               | 0               | -                  | -                  | -                  | -           | -           | -           | 0      | 0      |
| Totale carriera    | Totale carriera    | Totale carriera    | 291        | 25         |                 | 14              | 2               |                    | 22                 | 2                  |             | -           | -           | 327    | 31     |

### Cronologia presenze e reti in Nazionale
| Cronologia completa delle presenze e delle reti in nazionale ― Guinea | Cronologia completa delle presenze e delle reti in nazionale ― Guinea | Cronologia completa delle presenze e delle reti in nazionale ― Guinea | Cronologia completa delle presenze e delle reti in nazionale ― Guinea | Cronologia completa delle presenze e delle reti in nazionale ― Guinea | Cronologia completa delle presenze e delle reti in nazionale ― Guinea | Cronologia completa delle presenze e delle reti in nazionale ― Guinea | Cronologia completa delle presenze e delle reti in nazionale ― Guinea |
| Data                                                                  | Città                                                                 | In casa                                                               | Risultato                                                             | Ospiti                                                                | Competizione                                                          | Reti                                                                  | Note                                                                  |
| --------------------------------------------------------------------- | --------------------------------------------------------------------- | --------------------------------------------------------------------- | --------------------------------------------------------------------- | --------------------------------------------------------------------- | --------------------------------------------------------------------- | --------------------------------------------------------------------- | --------------------------------------------------------------------- |
| 14-10-2007                                                            | Rouen                                                                 | Guinea                                                                | 1 – 3                                                                 | Senegal                                                               | Amichevole                                                            | -                                                                     |                                                                       |
| 20-11-2007                                                            | Melun                                                                 | Angola                                                                | 0 – 3                                                                 | Guinea                                                                | Amichevole                                                            | -                                                                     | Ingresso                                                              |
| 25-3-2008                                                             | Parigi                                                                | Guinea                                                                | 2 – 0                                                                 | Togo                                                                  | Amichevole                                                            | -                                                                     | Uscita                                                                |
| 20-8-2008                                                             | Chantilly                                                             | Guinea                                                                | 1 – 2                                                                 | Costa d'Avorio                                                        | Amichevole                                                            | -                                                                     | Uscita                                                                |
| 18-11-2008                                                            | Compiègne                                                             | Gabon                                                                 | 3 – 3                                                                 | Guinea                                                                | Amichevole                                                            | -                                                                     |                                                                       |
| 11-2-2009                                                             | Bondoufle                                                             | Camerun                                                               | 3 – 1                                                                 | Guinea                                                                | Amichevole                                                            | -                                                                     | 65’                                                                   |
| 28-3-2009                                                             | Ouagadougou                                                           | Burkina Faso                                                          | 4 – 2                                                                 | Guinea                                                                | Qual. Mondiali 2010                                                   | -                                                                     |                                                                       |
| 11-10-2009                                                            | Accra                                                                 | Guinea                                                                | 1 – 2                                                                 | Burkina Faso                                                          | Qual. Mondiali 2010                                                   | -                                                                     | 67’                                                                   |
| 14-11-2009                                                            | Abidjan                                                               | Costa d'Avorio                                                        | 3 – 0                                                                 | Guinea                                                                | Qual. Mondiali 2010                                                   | -                                                                     | 65’                                                                   |
| 11-8-2010                                                             | Marignane                                                             | Mali                                                                  | 0 – 2                                                                 | Guinea                                                                | Amichevole                                                            | 1                                                                     | Uscita                                                                |
| 10-10-2010                                                            | Conakry                                                               | Guinea                                                                | 1 – 0                                                                 | Nigeria                                                               | Qual. Coppa d'Africa 2012                                             | 1                                                                     | 75’                                                                   |
| 17-11-2010                                                            | Mantes-la-Ville                                                       | Guinea                                                                | 1 – 2                                                                 | Burkina Faso                                                          | Amichevole                                                            | -                                                                     | 46’                                                                   |
| 27-3-2011                                                             | Antananarivo                                                          | Madagascar                                                            | 1 – 1                                                                 | Guinea                                                                | Qual. Coppa d'Africa 2012                                             | -                                                                     | 87’                                                                   |
| 4-9-2011                                                              | Conakry                                                               | Guinea                                                                | 1 – 0                                                                 | Etiopia                                                               | Qual. Coppa d'Africa 2012                                             | -                                                                     |                                                                       |
| 8-10-2011                                                             | Abuja                                                                 | Nigeria                                                               | 2 – 2                                                                 | Guinea                                                                | Qual. Coppa d'Africa 2012                                             | -                                                                     |                                                                       |
| 11-11-2011                                                            | Mantes-la-Ville                                                       | Guinea                                                                | 1 – 4                                                                 | Senegal                                                               | Amichevole                                                            | -                                                                     |                                                                       |
| 15-11-2011                                                            | Viry-Châtillon                                                        | Guinea                                                                | 1 – 1                                                                 | Burkina Faso                                                          | Amichevole                                                            | -                                                                     | 55’                                                                   |
| 9-9-2012                                                              | Conakry                                                               | Guinea                                                                | 1 – 0                                                                 | Niger                                                                 | Qual. Coppa d'Africa 2013                                             | -                                                                     |                                                                       |
| 14-8-2013                                                             | Blida                                                                 | Algeria                                                               | 2 – 2                                                                 | Guinea                                                                | Amichevole                                                            | -                                                                     | 78’                                                                   |
| 10-9-2013                                                             | El Gouna                                                              | Egitto                                                                | 4 – 2                                                                 | Guinea                                                                | Qual. Mondiali 2014                                                   | -                                                                     |                                                                       |
| 5-3-2014                                                              | Teheran                                                               | Iran                                                                  | 1 – 2                                                                 | Guinea                                                                | Amichevole                                                            | 1                                                                     |                                                                       |
| 13-1-2015                                                             | Casablanca                                                            | Senegal                                                               | 5 – 2                                                                 | Guinea                                                                | Amichevole                                                            | 1                                                                     |                                                                       |
| 20-1-2015                                                             | Malabo                                                                | Costa d'Avorio                                                        | 1 – 1                                                                 | Guinea                                                                | Coppa d'Africa 2015 - 1º Turno                                        | -                                                                     |                                                                       |
| 24-1-2015                                                             | Malabo                                                                | Camerun                                                               | 1 – 1                                                                 | Guinea                                                                | Coppa d'Africa 2015 - 1º turno                                        | -                                                                     |                                                                       |
| 28-1-2015                                                             | Mongomo                                                               | Guinea                                                                | 1 – 1                                                                 | Mali                                                                  | Coppa d'Africa 2015 - 1º Turno                                        | 1                                                                     | 84’                                                                   |
| 1-2-2015                                                              | Malabo                                                                | Ghana                                                                 | 3 – 0                                                                 | Guinea                                                                | Coppa d'Africa 2015 - Quarti di finale                                | -                                                                     | 21’ 56’                                                               |
| 9-10-2015                                                             | Algeri                                                                | Algeria                                                               | 1 – 2                                                                 | Guinea                                                                | Amichevole                                                            | -                                                                     | 85’ 89’                                                               |
| 24-3-2018                                                             | Nouakchott                                                            | Mauritania                                                            | 2 – 0                                                                 | Guinea                                                                | Amichevole                                                            | -                                                                     |                                                                       |
| Totale                                                                |                                                                       | Presenze                                                              | 28                                                                    |                                                                       | Reti                                                                  | 5                                                                     |                                                                       |

## Palmarès

### Nazionale
- Campionato d'Europa Under-17: 1

2004